# Hemicytherura paucialveolata
Hemicytherura paucialveolata is een mosselkreeftjessoort uit de familie van de Cytheruridae.